# Verville-Packard R-1 Racer
El Verville-Packard R-1 Racer fue un avión militar de carreras que había sido modificado desde el diseño previo Verville VCP-1 de Alfred V. Verville. El R-1 también fue conocido como Verville-Packard VCP-R o Verville-Packard 600. El R-1 fue el primer avión de carreras construido para el Servicio Aéreo del Ejército de los Estados Unidos.

## Desarrollo
El primer R-1 fue creado a partir del VCP-1 (matrícula AS40126) en 1919, instalándole un motor Packard V-12.

## Historia operacional
El 27 de noviembre de 1920, el Capitán Corliss Moseley, volando un R-1 Racer, ganó la Pulitzer Trophy Race en la Mitchel Air Force Base, de entre 24 finalistas. La carrera discurrió en un circuito de 47 km al que hubo que darle cinco vueltas. La velocidad máxima fue de 251,93 km/h. En la misma carrera de 1922, en Selfridge Field, Míchigan, el R-1 con el mismo piloto finalizó sexto con una velocidad máxima de 287,77 km/h. El avión fue más tarde enviado al Museo del Ejército en McCook Field, donde acabó "perdido". Posiblemente fuese quemado cuando el rearme previo al inicio de la Segunda Guerra Mundial produjo una urgente necesidad de espacio.

## Variantes
600
Primera designación del avión modificado.
VCP-R
Segunda designación, dada en 1920.
R-1
Designación definitiva dada en 1922.

## Operadores
Estados Unidos
- Servicio Aéreo del Ejército de los Estados Unidos

## Especificaciones

### Características generales
- Tripulación: Uno (piloto)
- Longitud: 7,4 m (24,2 ft)
- Envergadura: 9,8 m (32,2 ft)
- Superficie alar: 25 m² (269,1 ft²)
- Planta motriz: 1× motor lineal V-12 refrigerado por líquido Packard 1A-2025.
  - Potencia: 476 kW (656 HP; 647 CV)

### Rendimiento
- Velocidad nunca excedida (Vne): 285 km/h (177 MPH; 154 kt)

## Aeronaves relacionadas

### Aeronaves similares
- Dayton-Wright RB-1
- Curtiss CR

### Secuencias de designación
- Secuencia R-_ (Aviones de Carreras (Racer) del USAAS, 1919-24): R-1 - R-2 - R-3 - R-4 →

## Galería de imágenes
| |
| Foto de C. C. Mosley, que pilotó el R-1 Racer en la victoria en las Carreras Aéreas Nacionales de 1920 en Nueva York. |

|                                             |
| R-1 Racer en una foto de alrededor de 1920. |

| |
| El VCP-R resultó dañado el 2 de abril de 1920, tras colisionar al aterrizar con un automóvil que había estado cronometrando sus pruebas de vuelo en Wright Field. |